# Love Hurts
Love Hurts is een popliedje, oorspronkelijk een rockabillyliedje, geschreven door Boudleaux Bryant en oorspronkelijk uitgevoerd door The Everly Brothers in 1960. Het is sindsdien verschillende keren gecoverd in uiteenlopende muziekstijlen.
De bekendste coverversie werd in 1974 door de Schotse groep Nazareth uitgebracht.

## Beschrijving
Love Hurts is een ballad waarin een (oorspronkelijk) mannelijke zanger zijn pijn in de liefde bezingt. Behalve verdriet spreekt er uit de tekst desillusie (Love is just a lie/made to make you blue). De tekst omvat twee coupletten en een bridge; het refrein is één regel lang: Love hurts. In verschillende versies (zie onder) komt er een tussenspel waarna het refrein herhaald wordt. Het tempo is in het origineel relatief matig, in sommige versies uitgesproken langzaam.

## Covers
De eerste cover door een publiek bekend artiest werd gemaakt door Roy Orbison in 1961. In het decennium daarna werd het nummer nog enkele malen gecoverd. Het veelvoudiger coveren begon in 1974, toen Gram Parsons het nummer met Emmylou Harris zong op zijn plaat Grievous Angel. Zijn versie is in tegenstelling tot het origineel zuivere country en heeft een trager tempo. Hij voegde als eerste een (nog kort) instrumentaal tussenspel in, wat de meesten na hem ook deden. In 1975 werd het lied vervolgens op de plaat gezet door Jim Capaldi, die er een funknummer van maakte, door Cher (zonder veel succes; later zong ze het nummer nog eens in met meer hitsucces) en door de Schotse hardrockband Nazareth. Deze versie werd het bekendst en meest succesvol. In verschillende landen (waaronder Nederland) haalde het nummer de eerste plaats van de hitparade.
Don McLean nam in 1978 een versie op die op die van Parsons leek. Van de versies die in de jaren negentig, sloeg die van Cher het beste aan. In 1991 behaalde ze met een bombastische theaterrockversie een bescheiden hit in enkele landen. Robert Pollard van Guided by Voices, en Kim Deal van Pixies, namen hun versie op in 1994 voor de soundtrack van de film Love and a .45. Voormalig slockrockidool Pat Boone maakte in 1997 de plaat No More Mr. Nice Guy waarop Love Hurts, samen met andere hardrock- en metalklassiekers, in een swingversie werd opgenomen. Deze versie verschilt van alle andere door een ander (jazzy) harmonisch verloop. Harris, samen met Parsons te horen op de versie uit 1974, nam in 1998 een liveversie op. De Ierse zangeres Sinéad O'Connor kwam in 2003 met een alternatieve-popversie. Hetzelfde jaar bracht Bee Gee Robin Gibb het uit op een R&B-plaat, met een bijpassend arrangement en korte rapfragmenten. Rod Stewart nam het op in de songlist van zijn cover-album Still the Same… Great Rock Classics of Our Time.
De Nederlandse zangeres Krystl nam het nummer in 2008 op met haar toenmalige band L.I.N.E.
Hoewel de arrangementen van de verschillende versies soms sterk uiteenlopen, blijft de tekst meestal relatief ongewijzigd. Hier en daar verschillen de versies op details. Zo zingen Cher, Pat Boone en Rod Steward, vanwege hun gevorderde leeftijd, You're young waar in het origineel I'm young staat.
In de sitcom That '70s Show in de aflevering That '70s Musical wordt dit nummer gezongen door vier van de hoofdrolspelers. Elaine Paige bracht het nummer in 1985 uit op haar gelijknamige album.

## Love Hurts (Nazareth)
De meest succesvolle versie was die van de Schotse rockband Nazareth. De oorspronkelijke versie werd op 8 november 1974 op single uitgebracht en werd toen geen hit. Ruim een jaar later, in december 1975, werd de plaat wél wereldwijd een hit. In Nazareths thuisland het Verenigd Koninkrijk werd de 41e positie bereikt in de UK Singles Chart. De plaat werd een nummer-1 hit in het Nederlandse taalgebied, Canada, Noorwegen en Zuid-Afrika.
In Nederland was de plaat op donderdag 8 januari 1976 Alarmschijf bij destijds de TROS op Hilversum 3 en werd een gigantische hit in de toen twee hitlijsten op de nationale publieke popzender. De plaat
bereikte in de winter van 1975-1976 de nummer-1 positie in zowel de Nederlandse Top 40 als de Nationale Hitparade. In de op Hemelvaartsdag 27 mei 1976 gestarte Europese hitlijst op Hilversum 3, de TROS Europarade, stond de plaat nog steeds in deze lijst genoteerd en bereikte de 3e positie.
In België werd eveneens de nummer-1 positie bereikt in zowel de voorloper van de Vlaamse Ultratop 50 als de Vlaamse Radio 2 Top 30.
In de Verenigde Staten werd de 8e positie in de Billboard Hot 100 bereikt en dat terwijl ze het opnamen omdat ze de originele versie van de Everly Brothers zo slecht vonden. In Nederland werd de single heruitgave geholpen door een televisie optreden in het popprogramma AVRO's Toppop, waarbij zanger Dan McCafferty smachtend in de lens van de camera keek. Voor de band zou het in Nederland en België een eendagsvlieg blijven. Dit soort singles bracht platenzaken veelal in problemen. Men kocht in dit geval de bijbehorende elpee Hair of the Dog puur afgaand op de single.
In de versie van Nazareth werd een stukje tekst veranderd, de regel "love is like a stove/it burns you when it's hot" werd "love is like a flame/it burns you when it's hot".

## Hitnoteringen

### Nederlandse Top 40
| "Love Hurts" in de Nederlandse Top 40 - binnen: 15-01-1976 | "Love Hurts" in de Nederlandse Top 40 - binnen: 15-01-1976 | "Love Hurts" in de Nederlandse Top 40 - binnen: 15-01-1976 | "Love Hurts" in de Nederlandse Top 40 - binnen: 15-01-1976 | "Love Hurts" in de Nederlandse Top 40 - binnen: 15-01-1976 | "Love Hurts" in de Nederlandse Top 40 - binnen: 15-01-1976 | "Love Hurts" in de Nederlandse Top 40 - binnen: 15-01-1976 | "Love Hurts" in de Nederlandse Top 40 - binnen: 15-01-1976 | "Love Hurts" in de Nederlandse Top 40 - binnen: 15-01-1976 | "Love Hurts" in de Nederlandse Top 40 - binnen: 15-01-1976 | "Love Hurts" in de Nederlandse Top 40 - binnen: 15-01-1976 | "Love Hurts" in de Nederlandse Top 40 - binnen: 15-01-1976 | "Love Hurts" in de Nederlandse Top 40 - binnen: 15-01-1976 | "Love Hurts" in de Nederlandse Top 40 - binnen: 15-01-1976 | "Love Hurts" in de Nederlandse Top 40 - binnen: 15-01-1976 | "Love Hurts" in de Nederlandse Top 40 - binnen: 15-01-1976 |
| Week                                                       | 1                                                          | 2                                                          | 3                                                          | 4                                                          | 5                                                          | 6                                                          | 7                                                          | 8                                                          | 9                                                          | 10                                                         | 11                                                         | 12                                                         | 13                                                         | 14                                                         |                                                            |
| ---------------------------------------------------------- | ---------------------------------------------------------- | ---------------------------------------------------------- | ---------------------------------------------------------- | ---------------------------------------------------------- | ---------------------------------------------------------- | ---------------------------------------------------------- | ---------------------------------------------------------- | ---------------------------------------------------------- | ---------------------------------------------------------- | ---------------------------------------------------------- | ---------------------------------------------------------- | ---------------------------------------------------------- | ---------------------------------------------------------- | ---------------------------------------------------------- | ---------------------------------------------------------- |
| Nummer                                                     | 20                                                         | 9                                                          | 4                                                          | 3                                                          | 2                                                          | 1                                                          | 1                                                          | 1                                                          | 1                                                          | 1                                                          | 6                                                          | 24                                                         | 32                                                         | 38                                                         | uit                                                        |

### Nationale Hitparade
| "Love Hurts" in de Nationale Hitparade - binnen: 17-01-1976 | "Love Hurts" in de Nationale Hitparade - binnen: 17-01-1976 | "Love Hurts" in de Nationale Hitparade - binnen: 17-01-1976 | "Love Hurts" in de Nationale Hitparade - binnen: 17-01-1976 | "Love Hurts" in de Nationale Hitparade - binnen: 17-01-1976 | "Love Hurts" in de Nationale Hitparade - binnen: 17-01-1976 | "Love Hurts" in de Nationale Hitparade - binnen: 17-01-1976 | "Love Hurts" in de Nationale Hitparade - binnen: 17-01-1976 | "Love Hurts" in de Nationale Hitparade - binnen: 17-01-1976 | "Love Hurts" in de Nationale Hitparade - binnen: 17-01-1976 | "Love Hurts" in de Nationale Hitparade - binnen: 17-01-1976 | "Love Hurts" in de Nationale Hitparade - binnen: 17-01-1976 | "Love Hurts" in de Nationale Hitparade - binnen: 17-01-1976 | "Love Hurts" in de Nationale Hitparade - binnen: 17-01-1976 |
| Week                                                        | 1                                                           | 2                                                           | 3                                                           | 4                                                           | 5                                                           | 6                                                           | 7                                                           | 8                                                           | 9                                                           | 10                                                          | 11                                                          | 12                                                          |                                                             |
| ----------------------------------------------------------- | ----------------------------------------------------------- | ----------------------------------------------------------- | ----------------------------------------------------------- | ----------------------------------------------------------- | ----------------------------------------------------------- | ----------------------------------------------------------- | ----------------------------------------------------------- | ----------------------------------------------------------- | ----------------------------------------------------------- | ----------------------------------------------------------- | ----------------------------------------------------------- | ----------------------------------------------------------- | ----------------------------------------------------------- |
| Nummer                                                      | 14                                                          | 9                                                           | 4                                                           | 3                                                           | 2                                                           | 1                                                           | 1                                                           | 1                                                           | 3                                                           | 6                                                           | 11                                                          | 30                                                          | uit                                                         |

### NPO Radio 2 Top 2000
| Nummer met noteringen in de NPO Radio 2 Top 2000 | '99 | '00 | '01 | '02 | '03 | '04 | '05 | '06 | '07 | '08 | '09 | '10 | '11 | '12 | '13 | '14 | '15 | '16 | '17 | '18 | '19 | '20 | '21 | '22 | '23 | '24  |
| ------------------------------------------------ | --- | --- | --- | --- | --- | --- | --- | --- | --- | --- | --- | --- | --- | --- | --- | --- | --- | --- | --- | --- | --- | --- | --- | --- | --- | ---- |
| Love Hurts                                       | 210 | 372 | 373 | 395 | 425 | 426 | 535 | 475 | 443 | 436 | 611 | 557 | 531 | 718 | 554 | 499 | 603 | 653 | 562 | 741 | 734 | 800 | 841 | 832 | 958 | 1120 |

1. ↑  Een vetgedrukt getal geeft de hoogste notering aan.

### Evergreen Top 1000
| Evergreen Top 1000 "Love Hurts" | Evergreen Top 1000 "Love Hurts" | Evergreen Top 1000 "Love Hurts" | Evergreen Top 1000 "Love Hurts" | Evergreen Top 1000 "Love Hurts" | Evergreen Top 1000 "Love Hurts" | Evergreen Top 1000 "Love Hurts" | Evergreen Top 1000 "Love Hurts" | Evergreen Top 1000 "Love Hurts" | Evergreen Top 1000 "Love Hurts" | Evergreen Top 1000 "Love Hurts" | Evergreen Top 1000 "Love Hurts" | Evergreen Top 1000 "Love Hurts" | Evergreen Top 1000 "Love Hurts" | Evergreen Top 1000 "Love Hurts" | Evergreen Top 1000 "Love Hurts" | Evergreen Top 1000 "Love Hurts" |
| Jaar                            | 2008                            | 2009                            | 2010                            | 2011                            | 2012                            | 2013                            | 2014                            | 2015                            | 2016                            | 2017                            | 2018                            | 2019                            | 2020                            | 2021                            | 2022                            | 2023                            |
| ------------------------------- | ------------------------------- | ------------------------------- | ------------------------------- | ------------------------------- | ------------------------------- | ------------------------------- | ------------------------------- | ------------------------------- | ------------------------------- | ------------------------------- | ------------------------------- | ------------------------------- | ------------------------------- | ------------------------------- | ------------------------------- | ------------------------------- |
| Positie                         | -                               | -                               | -                               | -                               | -                               | -                               | -                               | 638                             | 387                             | 416                             | 418                             | 308                             | 289                             | 341                             | 295                             | 291                             |